# Weberhaus (Stadthaus)

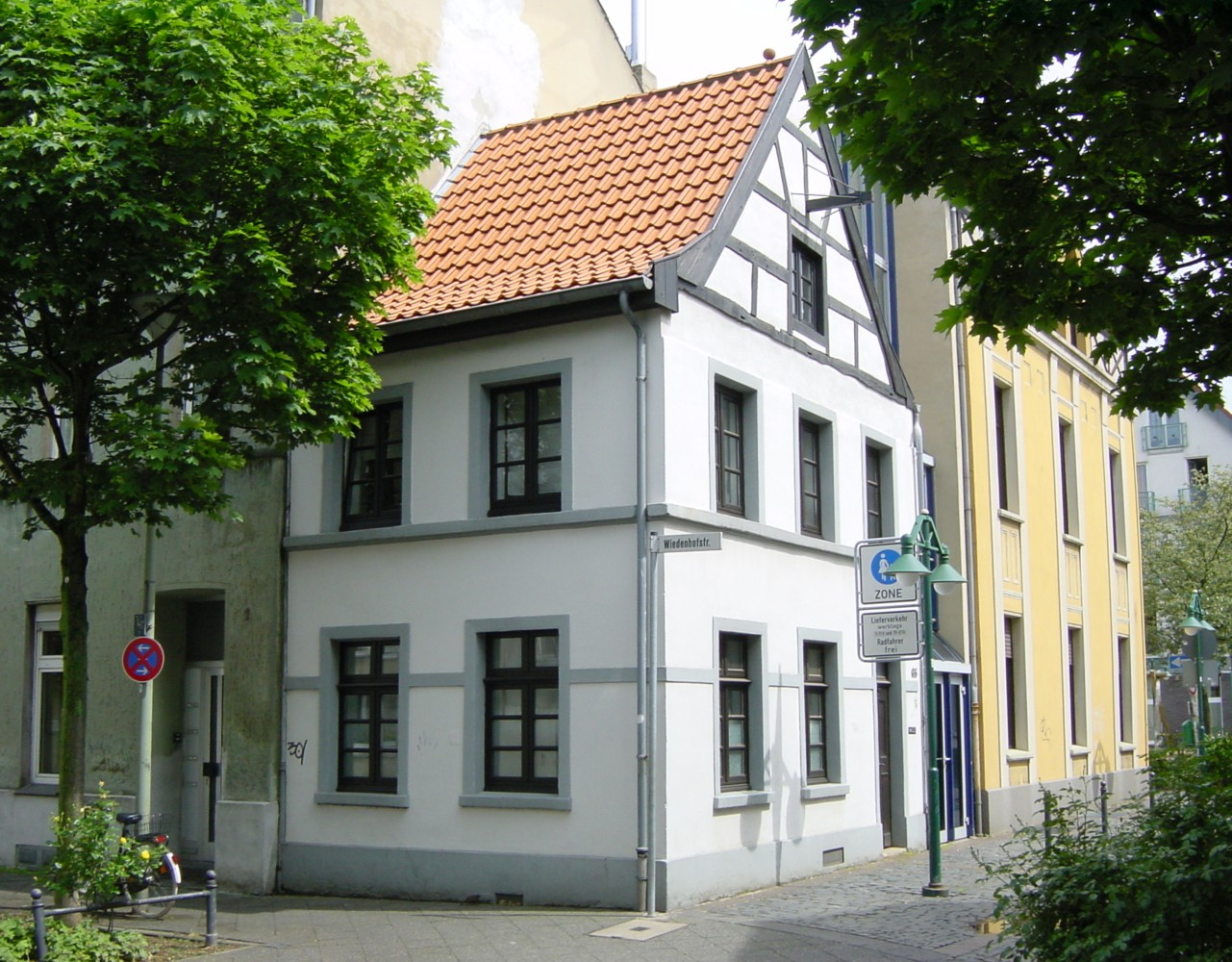
Ein typisches Seidenweberhaus in Krefeld, im Frühling 2006

Ein Weberhaus ist ein kleines Stadthaus, in dem ein Weber mit seiner Familie lebte und arbeitete. Dieser Haustypus entstand im 18. Jahrhundert, als immer mehr Stoffe dezentral in Heimarbeit für große Textilfabrikanten gefertigt wurden. Die Größe und der Grundriss dieses Haustyps wurde an der Größe des Webstuhls bemessen, der in der Webstube im Vorderhaus stand. Ein typisches Weberhaus ist doppelt so breit wie ein Webstuhl.
Noch heute stehen einige Weberhäuser zum Beispiel in der Stadt Krefeld oder sehr viele im Stadtteil Potsdam-Babelsberg, der ehemaligen Stadt Nowawes, wo sich auch ein Flächendenkmal in Form des dortigen Weberviertels befindet.
Ein Weberhaus aus der Leinenweberstadt Laichingen  (Schwäbische Alb) befindet sich im Freilichtmuseum Beuren. Und in der Stadt Kaufbeuren sind ebenfalls noch Weberhäuser in der Straße „Unter dem Berg“ beim Crescentia-Kloster erhalten.
Ein berühmtes Weberhaus steht auch in Augsburg am Moritzplatz. Hierbei handelt es sich um ein Gebäude, das die Zunft der Weber im Jahr 1389 kaufte.